# Cangshan (Fuzhou)

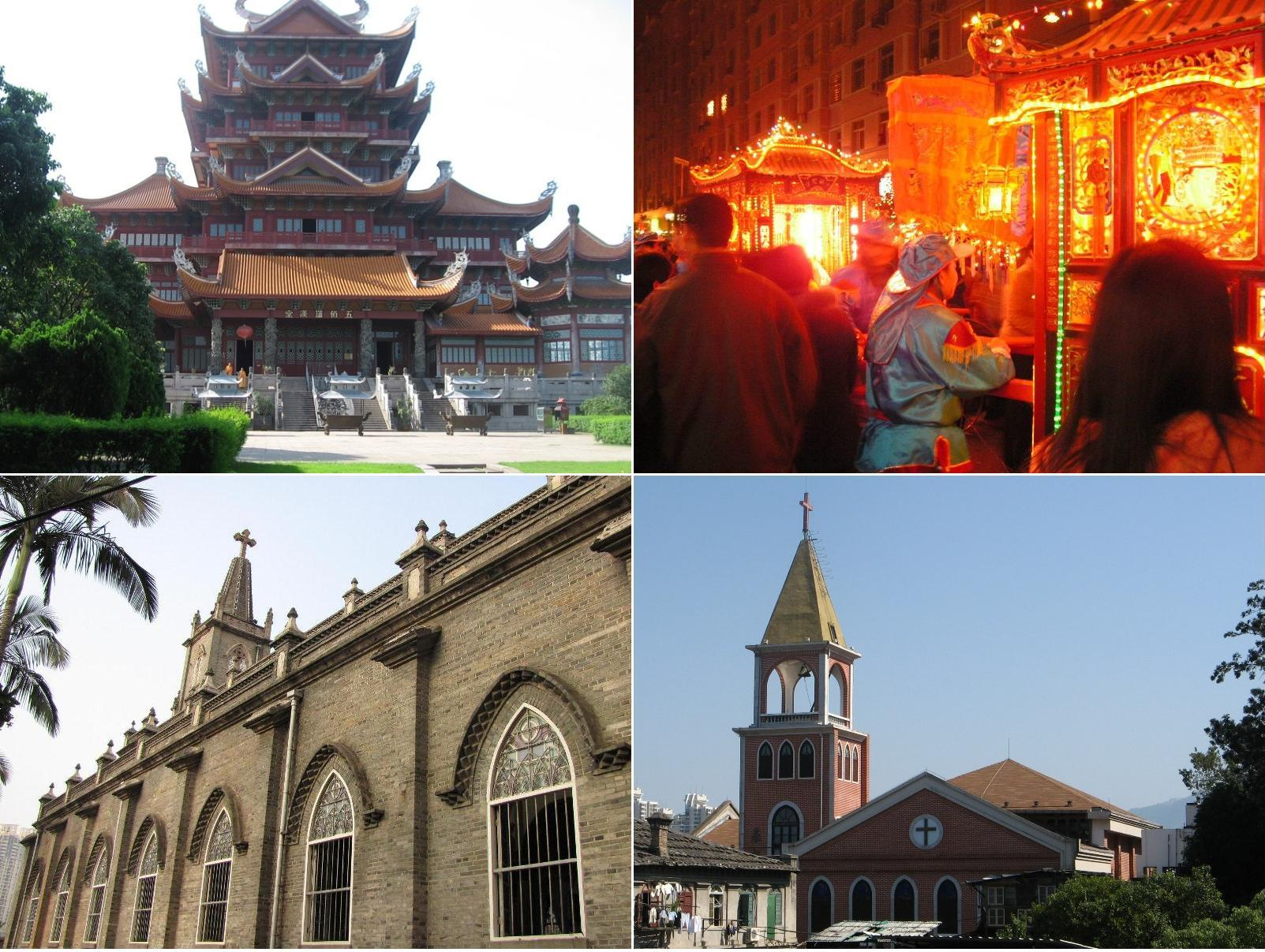
Cangshan (Fuzhou)

Der Stadtbezirk Cangshan (chinesisch 仓山区, Pinyin Cāngshān Qū) ist ein Stadtbezirk der bezirksfreien Stadt Fuzhou in der chinesischen Provinz Fujian. Er hat eine Fläche von 145,3 km² und zählt 1.142.991 Einwohner (Stand: 2020).